# Емар
Емар (модерни: Тел Мескене) је био древни аморитски град на средњем Еуфрату у северозападној Сирији. Налазио се у близини језера Асад код данашњег града Масканаха. 

## Историја
Француска археолошка ископавања око Тел Мескене вршена су у периоду 1972-1982. године. Сем документарног материјала који потиче из самог Емара, податке о Емару дају нам и документи из Угарита. Емар је био средиште краљевине Аштате коју је краљ Шупилулијума у 14. веку п. н. е. прикључио Хетитском царству. Емарски текстови пружају нам мало података о хетитско-аштатским односима. Углавном се ограничавају на друштво, економију и културу Емара. Емар је располагао веома пространом територијом погодном за пољопривреду (житарице, виногради) која се обрађивала наводњавањем. Располагао је и брдским областима које су коришћене за пашу. Становници су били западни Семити са малим постотком Хурита. Језик којим је говорила већина становништва био је акадски, али су се користили и хетитски и хуритски језици. Након освајања од стране Хетита, Емар се налазио под управом краља у Кархемишу. Поштовали су се сиријски богови - Иштар, Тешуб и Хепат. Емар је имао значајну трговачку улогу јер је био последња станица трговачког пута из Вавилона ка северу до Џезире и преко река Кабура и Балиха до средишњег Еуфрата. 